# Ellia Smeding
Ellia Georgina Smeding (Aylesbury,16 maart 1998) is een Brits langebaanschaatsster. Ze is geboren in Aylesbury in Buckinghamshire en getogen in het Engelse Oxfordshire, zuidoost Engeland. Op haar achtste verhuisde ze met haar Britse moeder, Nederlandse vader en zussen naar Harlingen.
In 2016 nodigde Siep Hoekstra haar uit voor zijn Team FrySk. In 2020 debuteerde zij op de Europese kampioenschappen schaatsen afstanden op de 1000 meter.
Op 24 januari 2022 werd ze gekozen in het Schaatsteam van Groot-Brittannië voor de Olympische Spelen in Beijing, 42 jaar na de laatste vrouwelijke langebaanschaatser voor Groot-Brittannië in 1980. Ze eindigde op de 23e plaats op de 1000 meter en 27e op de 1500 meter.
Met ingang van seizoen 2022/2023 maakt Smeding de overstap naar de internationale schaatsploeg Team Novus samen met landgenoot Cornelius Kersten. In januari 2023 tijdens het EK Sprint won ze op de afsluitende 1000 meter brons.

## Persoonlijk
Smeding woont in Heerenveen en is eigenaar van het bedrijf Brew'22. Ze studeert daarnaast rechten aan de Universiteit van Groningen en heeft een relatie met de Britse langebaanschaatser Cornelius Kersten.

## Persoonlijke records[4]
| Afstand    | Tijd    | Datum            | Baan           |
| ---------- | ------- | ---------------- | -------------- |
| 500 meter  | 38,06   | 8 maart 2024     | Inzell         |
| 1000 meter | 1.14,47 | 28 januari 2024  | Salt Lake City |
| 1500 meter | 1.55,83 | 18 februari 2024 | Calgary        |
| 3000 meter | 4.21,99 | 20 januari 2020  | Heerenveen     |
| 5000 meter | 7.56,31 | 28 december 2017 | Leeuwarden     |

(laatst bijgewerkt: 8 maart 2024)

## Resultaten langebaanschaatsen
| Jaar | EK Sprint           | WK Sprint              | WK Afstanden                | Olympische Spelen   |
| ---- | ------------------- | ---------------------- | --------------------------- | ------------------- |
| 2021 |                     |                        | 23e 1000m                   |                     |
| 2022 |                     | 9e (15e, 9e, 14e, 6e)  |                             | 23e 1000m 27e 1500m |
| 2023 | 6e · (7e, 5e, 8e, ) |                        | 17e 500m 8e 1000m 11e 1500m |                     |
| 2024 |                     | 10e (11e, 7e, 11e, 9e) | 21e 500m 9e 1000m 13e 1500m |                     |